# Shafaq Nur Hanim

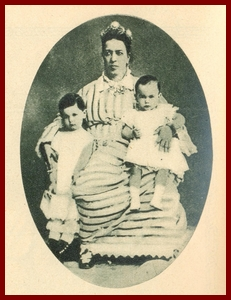
Shafaq Nur Hanim (k.1836 - 17 tháng 3 năm 1884)

Shafaq Nur Hanim (tiếng Ả Rập: شفق نور هانم; tiếng Thổ Nhĩ Kỳ: Şefeknur Hanım; k. 1836 - 17 tháng 3 năm 1884) là một Vương phi của Phó vương Ai Cập Isma'il Pasha. Bà là mẹ đẻ của Phó vương kế vị Tewfik Pasha.

## Tiểu sử
Shafaq Nur Hanim trước đây là một hầu gái trong nhà của Hoshiar Kadinefendi, mẹ của Isma'il Pasha. Khi Ismail khoảng 20 tuổi, mẹ của ngài đã gửi Shafaq Nur cho ngài. Ismail nảy sinh tình cảm và có quan hệ lén lút với Shafaq Nur nhằm tránh sự theo dõi của mẹ mình. Bà sinh được 2 người con, người con đầu là Tewfik Pasha, người thứ hai chết yểu, tại Cung điện Qasr al-Maniyal. Mặc dù Ismail đã có 3 bà vợ, nhưng vị trí của Shafaq Nur lại khá cao trong hậu cung do sinh được đứa con trai đầu lòng cho dòng họ. Trong các nguồn tài liệu, bà được gọi là "Walida", có nghĩa là "Mẹ".
Năm 1866, tức 14 năm sau khi Tewfik chào đời, Ismail mới chính thức kết hôn với Shafaq Nur vì luật pháp Ai Cập thời điểm này quy định, ông phải cưới người mẹ của đứa con được hưởng quyền thừa kế, và phong cho bà danh hiệu Đệ tứ Vương phi. Không lâu sau, bà và con trai dọn đến một nơi riêng cung điện al-Qubba.

## Trở thành Walida Pasha
Phó vương Ismail sau đó bị Quốc vương Thổ Nhĩ Kỳ phế truất theo lời khuyên của các cường quốc châu Âu, và vào ngày 26 tháng 6 năm 1879, Tewfik Pasha trở thành Khedive (Phó vương) kế vị, và Shafaq Nur trở thành Walida Pasha (tương đương chức vị Thái phi, Thái hậu trong các nước đồng văn Trung Quốc, Nhật Bản, Hàn Quốc và Việt Nam). Bà đã gây sự ảnh hưởng đáng kể đến Phó vương khi xảy ra Cuộc nổi dậy của 'Urabi. Alexander Meyrick Broadley, luật sư người Anh, người bào chữa cho tướng quân 'Urabi, mô tả cách bà xử phạt đối với các bà vương phi khác, những người đã ủng hộ phản tướng Urabi, vì sự bất trung của họ.

## Qua đời
Shafaq Nur Hanim qua đời tại cung điện Kasr al-'Ali vào ngày 17 tháng 3 năm 1884 và được chôn cất tại lăng Khedival, nhà thờ Hồi giáo Al-Rifa'i, Cairo, Ai Cập.